# Kościół Trójcy Świętej w Bycinie
Kościół Trójcy Świętej – rzymskokatolicki kościół filialny znajdujący się w Bycinie, w diecezji gliwickiej, przy ul. Kasztanowej. Należy do parafii św. Marcina w Paczynie.

## Historia
4 listopada 1990 roku podjęto decyzję o budowie nowego kościoła. Działkę pod budowę świątyni ofiarowali państwo Helmut i Barbara Bomba. Projekt i inne potrzebne dokumenty opracował architekt Janusz Iworek z Krakowa.
Kościół budowano w latach 1993-2000. 25 września 1993 bp Jan Wieczorek poświęcił kamień węgielny. 
Dzwony zakupiono w 1993 roku. Ołtarz jest wykonany z jasnego granitu. Nad tabernakulum oraz figurą Chrystusa umieszczony jest witraż oka opatrzności i gołębicy. W kościele jest jeszcze dużo witraży.
Konsekracja odbyła się 2 września 2000 roku i została połączona z udzieleniem sakramentu bierzmowania. Dokonał ich bp Gerard Kusz.

## Msze Święte
Niedziele i święta: 8:30, 12:00
Dni powszednie: 8:00, 17:00